# Crescimento deseconômico
Crescimento deseconômico, em economia do bem-estar, teoria do desenvolvimento humano e algumas formas de economia ecológica, ocorre quando o crescimento do PIB cria um declínio no bem-estar humano. O conceito tem sido atribuído a Herman Daly, ex-economista chefe do Departamento de Ambiente do Banco Mundial) ou a Marilyn Waring, embora outros teóricos também sejam freqüentemente creditados.
Na conferência de 1999, Uneconomic Growth in Theory and in Fact ("Crescimento Deseconômico em teoria e de fato"), apresentada por Daly na  Feasta (The Foundation for the Economics of Sustainability) de Dublin, Daly cita John Ruskin, em seguida William Nordhaus e James Tobin como tendo identificado a questão. Seus próprios colegas John Cobb e Clifford Cobb desenvolveram, com Daly, uma análise formal que enfatizava "o custo do crescimento do Produto Interno Bruto – em outras palavras, os sacrifícios sociais e ambientais tornados necessários pelo crescimento exorbitante às custas do ecossistema."
A Scientific American usa a seguinte definição: "o crescimento deseconômico ocorre quando o incremento na produção acontece com um custo em recursos e em bem-estar maior do que o dos itens produzidos", a qual provém de Daly.

### Em português
- «Crescimento deseconômico». por Neiff Satte Alam. Acessado em 30 de outubro de 2007.